# Melochrysis heliach
Melochrysis heliach är en fjärilsart som beskrevs av Edward Meyrick 1916. Melochrysis heliach ingår i släktet Melochrysis och familjen praktmalar, Oecophoridae. Inga underarter finns listade i Catalogue of Life.